# تاديو
تاديو أنطونيو فيريرا (بالإنجليزية: Tadeu Antônio Ferreira)‏، المعروف باسم تاديو، هو لاعب كرة قدم برازيلي، من مواليد 4 فبراير 1992 - بارانا، يلعب مع نادي غوياس.

## روابط خارجية
- تاديو على موقع قاعدة بيانات كرة القدم.إي يو (الإنجليزية)
- تاديو على موقع Soccerway.com (الإنجليزية)